# Faida di Mugnano
La faida di Mugnano, come la ben più recente prima faida di Scampia, ebbe origine nel grembo del clan Di Lauro; i fatti sanguinari abbracciarono un periodo che va da dicembre del 1991 a maggio del 1993 in cui rimasero uccise più di 20 persone.

## Storia
La faida avvenne durante il periodo di massima espansione economica del clan Di Lauro, che avvenne dopo l'uccisione di Aniello La Monica.
Il conflitto fu causato da una scissione interna che portò alla formazione del clan Ruocco, i quali vollero conquistare territori di proprietà dei Di Lauro a causa di uno sgarro che Antonio Ruocco, detto Capa 'e Ceccia dato che veniva considerato poco intelligente, subì nella primavera del '91.
La faida provocò diversi morti in pochi mesi.
Tra gli episodi più simbolici ci fu l'uccisione e la decapitazione del cavallo del fratello di Antonio Ruocco da parte dei Di Lauro, i quali vollero imitare la famosa scena del Padrino, emblema dell'avvertimento mafioso.
L'episodio più sanguinoso della faida avvenne il 18 maggio 1992 quando un commando armato dei Ruocco fece fuoco con kalashnikov e pistole contro il Bar Fulmine, luogo di ritrovo dei membri dei Di Lauro, nell'attentato lanciarono addirittura una bomba a mano, morirono 4 persone e altre 3 rimasero ferite, una delle quali morirà in seguito alle ferite, tra le vittime ci fu Raffaele Prestieri, braccio destro di Paolo Di Lauro, e il fratello.
Una settimana dopo la strage, un commando armato dei Di Lauro uccise la madre di Antonio Ruocco sparandole 11 proiettili, alcuni dei quali la colpirono in volto, e prima di fuggire uno dei killer si chinò per controllare se la donna fosse morta, molti clan camorristici non condivisero quella mossa.
Mesi dopo sequestrarono Alfredo Negri, membro dei Ruocco, il quale fu torturato per 15 ore e fu bruciato vivo dentro la sua auto vicino al carcere di Secondigliano.
Il 3 agosto 1992, Antonio Ruocco venne arrestato a Milano dai Carabinieri, in seguito divenne collaboratore di giustizia e chiese che insieme a lui venissero messi sotto “protezione testimoni” circa 140 parenti.
Il clan Di Lauro esce vincitore dalla guerra nonostante le gravi perdite.